# Ngabé
Ngabé est une petite localité de la République du Congo, chef-lieu du district homonyme, située sur la rive droite du Congo à l'endroit dénommé "couloir", dans le département du Pool.
C'est un lieu d'histoire. Depuis au moins deux siècles la tradition en fait le lieu dévolu à la reine Teke. Elle s'y est faite inhumer, comme la reine Ngalifourou décédée en 1956.